# Kalsoume Sinare
Kalsoume Sinare es una actriz y ex modelo ghanesa. Ha participado en más de cincuenta películas, incluidas Babina, Trinity y Sala, por las que recibió un premio Actriz de Oro en la categoría de Drama. 

## Biografía
Sinare fue la primera de nueve hijos en su familia. Asistió a la Escuela secundaria de Accra, después de lo cual comenzó su carrera en el entretenimiento como modelo. Representó a Ghana en el certamen Miss Model of the World de 1990 y apareció regularmente en televisión como modelo comercial de productos de consumo.
Debutó como actriz en la obra Theatre Mirrors y, posteriormente, en 1993 en la película Out of Sight. Obtuvo popularidad en Ghana como protagonista de Babina, una película de terror de temática religiosa. Ha participado en más de cincuenta películas, incluyendo 4ever Young, The Five Brides, y The New Sun. Su interpretación en Trinity de 2010 le valió una nominación a los premios Zulu African Film Academy como Mejor Actriz de Reparto y una nominación en la misma categoría en los Ghana Movie Awards. En 2013, recibió una segunda nominación a los Ghana Movie Awards como Mejor Actriz de Reparto por 3 Some. En 2017, como protagonista de la película Sala ganó el premio Actriz de Oro en la categoría de Drama en los Golden Movie Awards.

## Filmografía
| Año  | Título        |
| ---- | ------------- |
| 1993 | Out of Sight  |
| 2000 | Babina        |
| 2007 | Princess Tyra |
| 2010 | 4 Play        |
| 2010 | 4ever Young   |
| 2010 | Trinity       |
| 2013 | 3 Some        |
| 2017 | The New Sun   |
| 2017 | Sala          |

## Vida personal
Se casó con el futbolista Anthony Baffoe en 1994. Ambos son musulmanes. Ella ha apoyado públicamente al Congreso Nacional Democrático en las elecciones de Ghana, y participó en la ceremonia de inauguración de 2013 de John Mahama, a quien respaldó nuevamente en 2016. Es hermana del político ghanés Said Sinare.